# Cutremurul din Haiti (2010)
{ajutor}

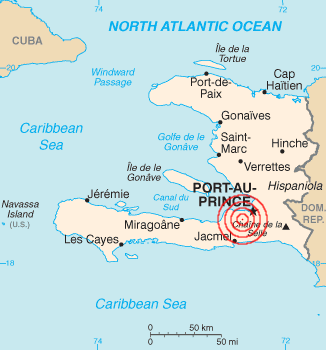
Cutremurul din Haiti, Port-au-Prince

Cutremurul din Haiti (2010) s-a produs la data de 12 ianuarie 2010, la ora locală 16:53. Este vorba de  un grav cutremur de pământ cu magnitudinea de 7,0 grade pe scara Richter. Epicentrul cutremurului s-a aflat în imediata apropiere de capitala Port-au-Prince. Cele mai mari pagube s-au înregistrat chiar în centrul capitalei, unde imediat au fost date dispărute mii de persoane.

## Ravagiile cutremurului
Și înainte de cutremur, infrastructura statului Haiti (străzile, aprovizionarea cu apă, alimente și medicamente, canalizarea, locuințele, poliția, întreprinderile și locurile de muncă ș.a.m.d.) era precară, majoritatea localnicilor trăind la limita sărăciei; dar acum, după catastrofă, și puținul cât exista a fost distrus aproape în întregime. După marele cutremur au mai avut loc cel puțin 52 de replici, măsurând până la 4,5 grade Richter. 250.000 de rezidențe și 30.000 de clădiri comerciale s-au prăbușit sau au fost grav avariate.
La 28 ianuarie 2010 numărul de victime găsite sub dărâmături ajunsese la circa 170.000 morți. La 4 februarie numărul total de victime a fost apreciat la 230.000 morți, 300.000 răniți și 1.000.000 de oameni rămași fără adăpost.
SUA precum și numeroase alte state și organizații de pe tot globul acordă ajutoare masive pentru ca Haiti să poată depăși tragedia.

## Holera
Una din consecințele cutremurului din Haiti a apărut în octombrie 2010, când, din cauza înrăutățirii aprovizionării cu apă potabilă, a izbucnit o epidemie de holeră. Mai este posibil și ca epidemia să se datoreze unor persoane străine, venite în Haiti să dea ajutoare. Încă din primele zile au fost numărați sute de morți. La 19 noiembrie 2010 numărul morților ajunsese la circa 1.100.
Din cauza epidemiei de holeră în cursul lui noiembrie 2010 au avut loc manifestații de protest în diferite locuri din țară. Manifestanții îi consideră vinovați de izbucnirea epidemiei pe unii participanți la forțele ONU pentru menținerea păcii în Haiti.

## Galerie de imagini

Harta intensităților seimului, estimate potrivit scării Mercalli
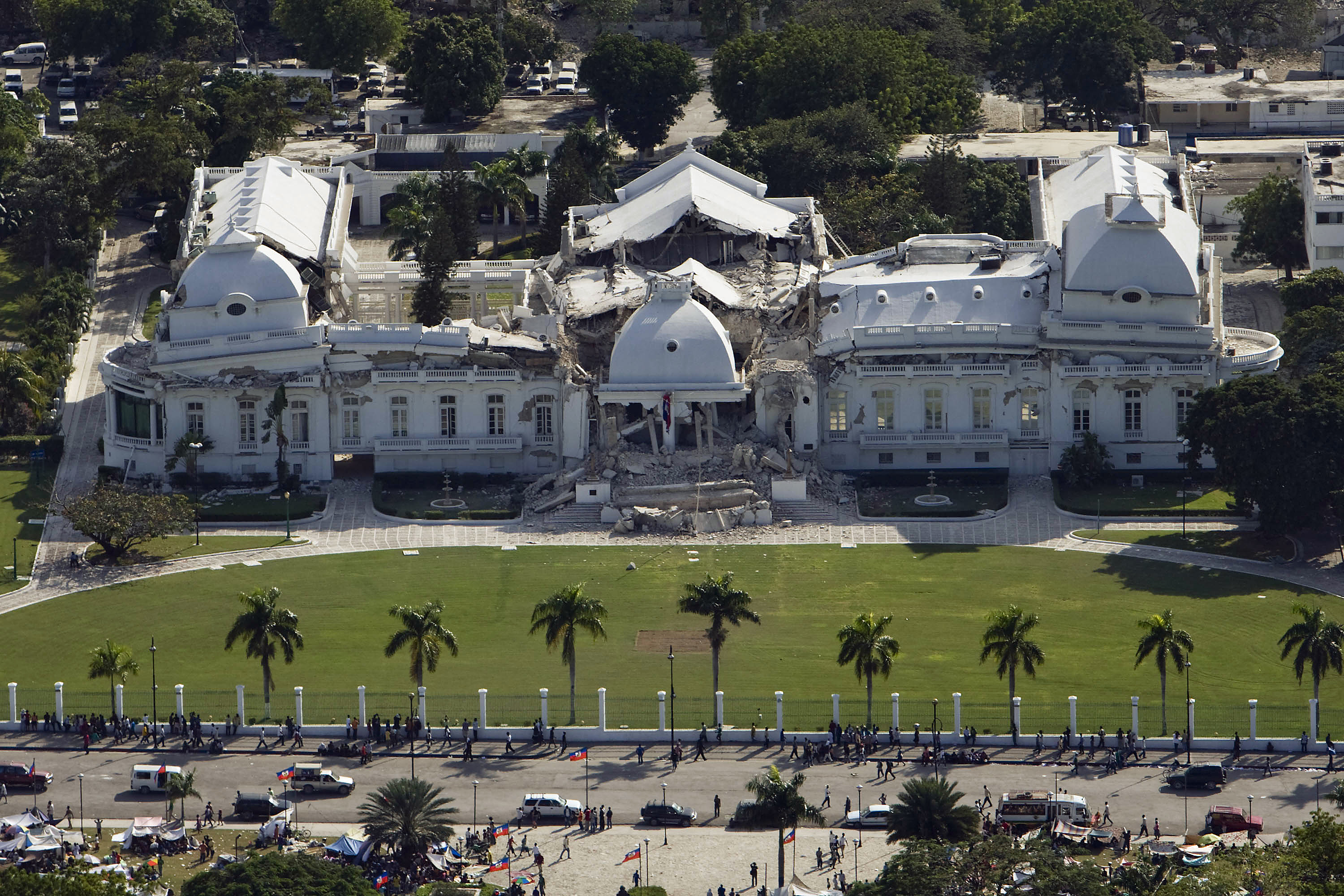
Palatul Național din Haiti (Palatul Prezidențial), a doua zi după cutremur
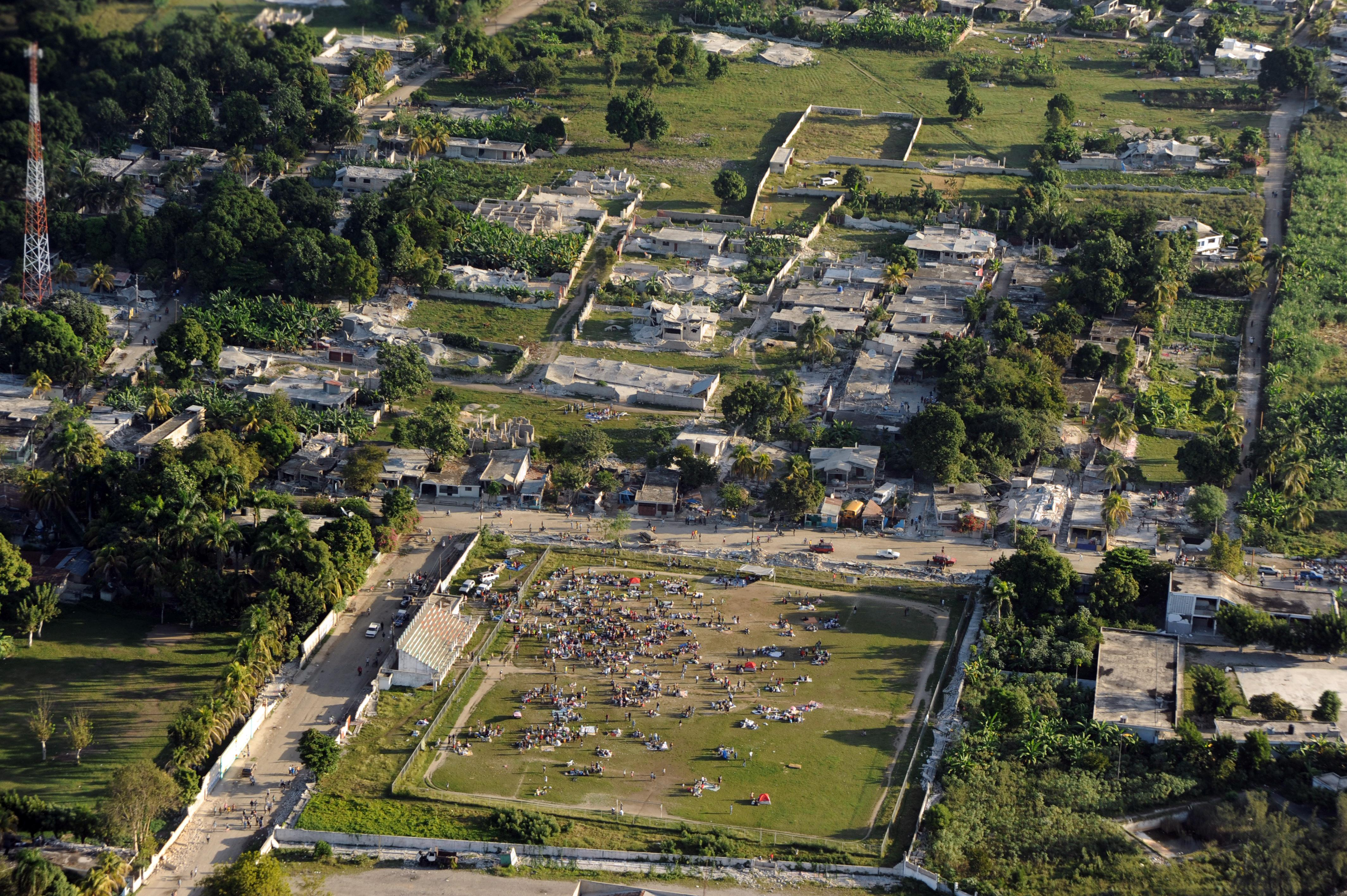
Fotografie luată în ziua de 13 ianuarie 2010, în cursul unui zbor de recunoaștere al unui avion Hercules C-130, la Léogâne
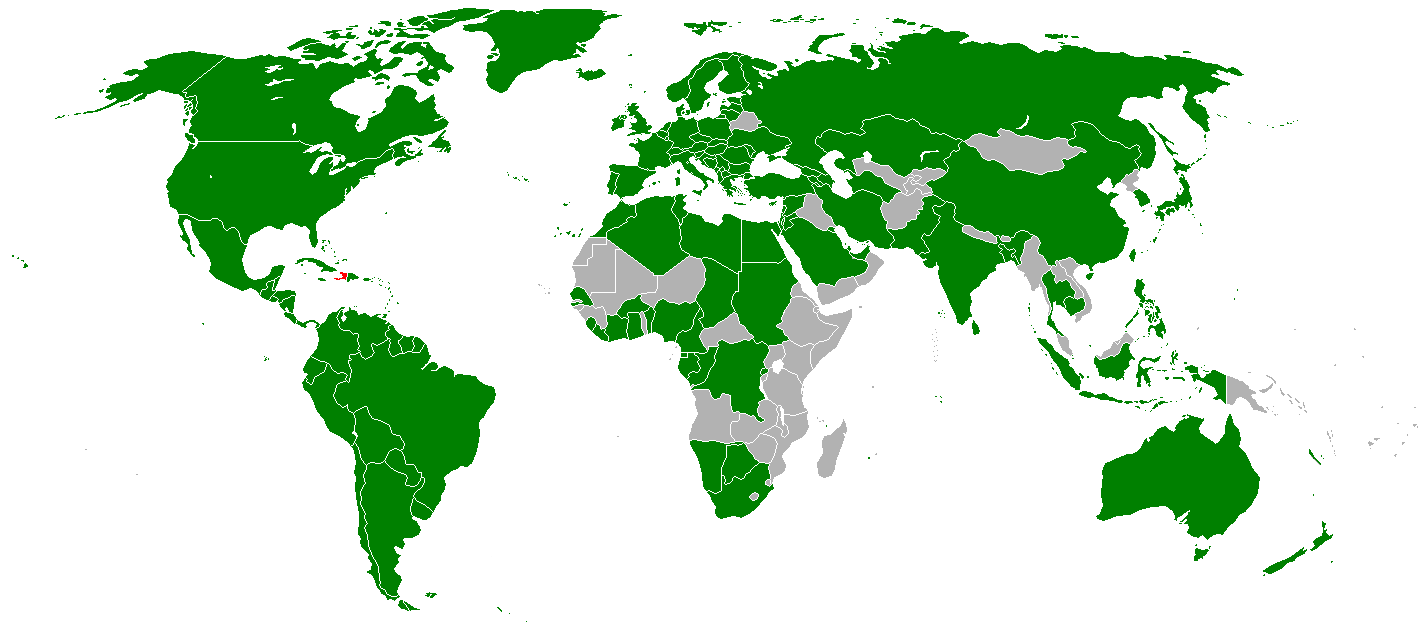
Harta cu țările care au ajutat Haiti, după cutremur